# Округ Џеферсон (Индијана)
Округ Џеферсон (енгл. Jefferson County) је округ у америчкој савезној држави Индијана.

## Демографија
По попису из 2010. године број становника је 32.428, што је 723 (2,3%) становника више него 2000. године.
| Група             | 2000.          | 2010.          |
| Белци             | 30.321 (95,6%) | 30.463 (93,9%) |
| Афроамериканци    | 461 (1,5%)     | 542 (1,7%)     |
| Азијати           | 187 (0,6%)     | 211 (0,7%)     |
| Хиспаноамериканци | 332 (1,0%)     | 755 (2,3%)     |
| Укупно            | 31.705         | 32.428         |